# Cerro Guayabo
Cerro Guayabo är en ort i Mexiko.   Den ligger i kommunen Iliatenco och delstaten Guerrero, i den sydöstra delen av landet, 270 km söder om huvudstaden Mexico City. Cerro Guayabo ligger 1 289 meter över havet och antalet invånare är 116.
Terrängen runt Cerro Guayabo är kuperad åt sydväst, men åt nordost är den bergig. Runt Cerro Guayabo är det ganska glesbefolkat, med 42 invånare per kvadratkilometer. Närmaste större samhälle är Tilapa, 2,0 km sydost om Cerro Guayabo. I omgivningarna runt Cerro Guayabo växer huvudsakligen savannskog.